# Gammarus pseudoanatoliensis
Gammarus pseudoanatoliensis is een vlokreeftensoort uit de familie van de Gammaridae. De wetenschappelijke naam van de soort is voor het eerst geldig gepubliceerd in 1987 door Karaman & Pinkster.
De soort lijkt sterk op G. anatoliensis maar blijft iets kleiner (mannetjes 14 mm). G. pseudoanatoliensis is grijsbruin van kleur en komt voor in kleine beken en ondergrondse wateren in grotten in Anatolië (Turkije). 